# Хуан Карлос Муньйос
Хуан Карлос Муньйос (ісп. Juan Carlos Muñoz, 4 березня 1919, Авельянеда — 22 листопада 2009, Авельянеда) — аргентинський футболіст, що грав на позиції правого крайнього нападника, зокрема, за клуб «Рівер Плейт», з яким чотири рази ставав чемпіоном Аргентини, а також за національну збірну Аргентини, у складі якої — переможець чемпіонату Південної Америки 1945 року.

## Клубна кар'єра
Народився 4 березня 1919 року в місті Авельянеда. Починав займатися футболом у структурі місцевого «Індепендьєнте».
1938 року перейшов до клубу «Спортіво Док-Суд», за головну команду якого того ж року дебютував в іграх другого аргентинського дивізіону.
Наступного року молодий нападник перейшов до одного з лідерів аргентинського футболу, клубу «Рівер Плейт». Невдовзі ігрову кар'єру завершив Карлос Пеусельє, зірка 1930-х років, і саме Муньйосу вдалося виграти конкуренцію за його місце в основі команди на правому фланзі атаки. Утворив разом з Феліксом Лусто, Хосе Морено, Адольфо Педернерою і Анхелєм Лабруною грізну п'ятірку нападників, яка була відома серед вболівальників як «машина» (ісп. La Máquina). Захищав кольори «Рівер Плейта» протягом усіх 1940-х, здобувши за цей період чотири титули чемпіона Аргентини.
Завершував ігрову кар'єру в команді «Платенсе» (Вісенте-Лопес), за яку виступав протягом 1951—1953 років.

## Виступи за збірну
1942 року дебютував в офіційних матчах у складі національної збірної Аргентини. Протягом кар'єри у національній команді, яка тривала 4 роки, провів у її формі 11 матчів, забивши 2 голи.
У складі збірної був учасником Чемпіонату Південної Америки 1945 року у Чилі, де аргентинці здобули свій сьомий титул континентальних чемпіонів.
Помер 22 листопада 2009 року на 91-му році життя в рідній Авельянеді.

## Титули і досягнення
- Чемпіон Аргентини (4):

«Рівер Плейт»: 1941, 1942, 1945, 1947
- Переможець чемпіонату Південної Америки (1):

Аргентина: 1945